# Fodor József (költő)
Fodor József (Nagyilonda, 1898. április 22. – Budapest, 1973. október 7.) magyar költő, író, újságíró, műfordító.

## Élete

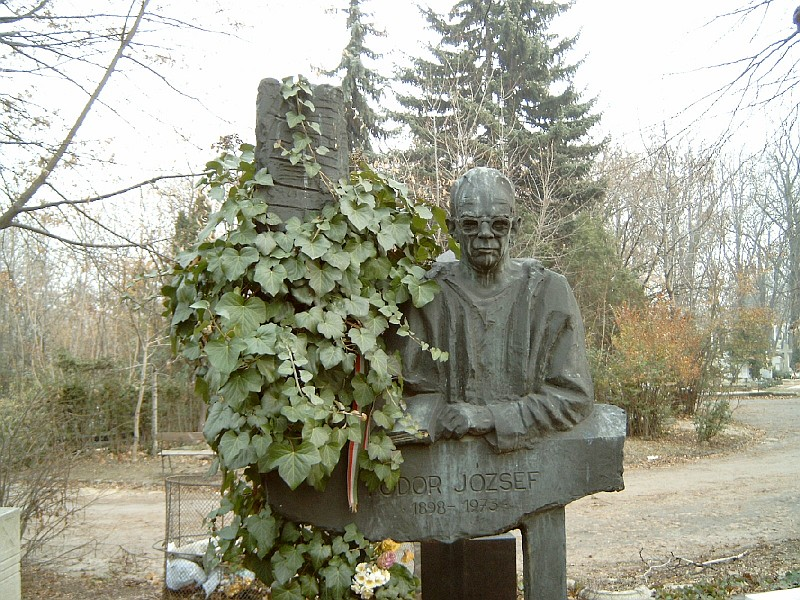
Fodor József sírja Budapesten. Farkasréti temető: 7/2-1-21/22. Marton László alkotása.

Tordán érettségizett. 1916-ban bevonult katonának. 1919-ben vöröskatonaként harcolt a román királyi hadsereg ellen. Ezután pár évig alkalmi munkákból élt. 1923-tól Mikes Lajos közölte verseit Az Estben. 1928-tól a Nyugatban is rendszeresen jelentek meg versei. 1929–1931 között az Est-lapok berlini tudósítója volt.
Műfordítói munkája során Shakespeare, Dickens, Goethe, Maupassant műveit fordította magyarra.

## Díjai
- Baumgarten-díj (1934, 1943)
- Kossuth-díj (1957)

## Művei

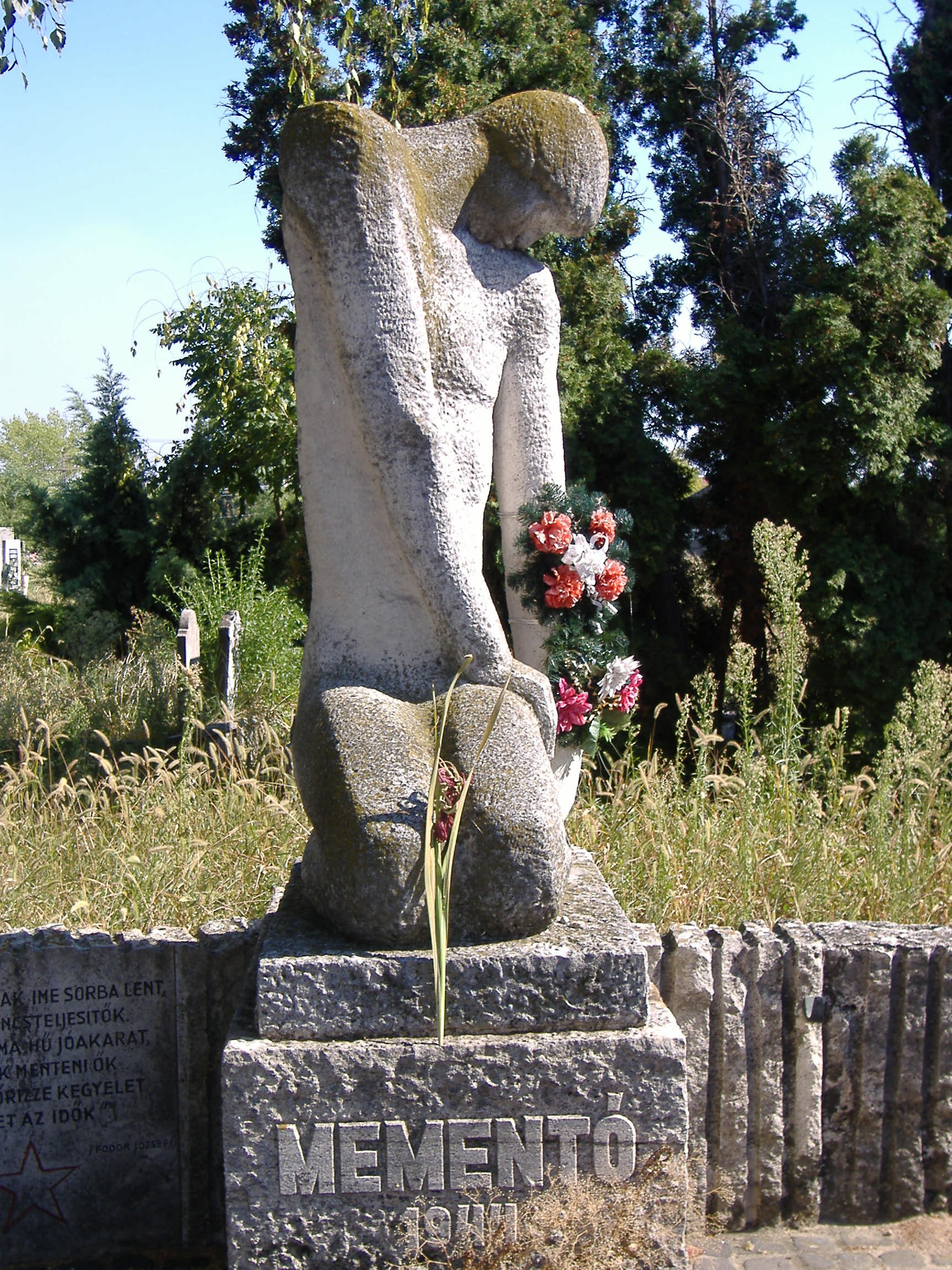
A Mementó-szobor Makón. Az emlékmű melletti kőpadkára Fodor József Piros fejfák című költeményének nyolcadik versszakát vésték.

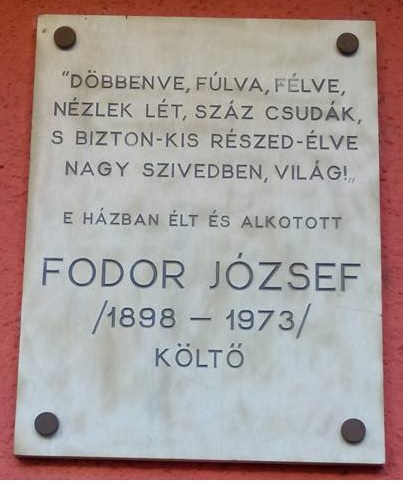
Fodor József emléktáblája egykori lakóhelye falán Budapesten, a XI. kerületben (Fehérvári út 33/A).

- Lihegő erdők. Versek; Athenaeum, Bp., 1927
- Falevelekre írd. Versek; szerzői, Bp., 1930
- Utóhang. Versek; Fischer Ny., Bp., 1935
- Összhang nélkül. Versek; Athenaeum, Bp., 1938
- Jelenések évei. Versek; Almanach, Bp., 1940
- Fodor József összes versei (1922–1942); Singer-Wolfner, Bp., 1942
- Mérlegen. Új versek. 1943–1945; Új Idők, Bp., 1945
- Az ember és a hang. Versek. 1945–1947; Új Idők, Bp., 1947
- Boldog zendülés. Versek; Athenaeum, Bp., 1949
- Jelenések évei. Válogatott versek. 1922–1949; bev. Vajda Endre; Magvető, Bp., 1957
- Idők útján. Új versek; Szépirodalmi, Bp., 1958
- Magyar múzsa. Költészeti antológia, 1-2.; vál., szerk. Fodor József, jegyz. Jankovich Ferenc; Táncsics, Bp., 1959 (Táncsics könyvtár)
- Országutak énekei. Versek. 1958–1959; Szépirodalmi, Bp., 1960
- A történelem sodrában. Válogatott cikkek és tanulmányok; Magvető, Bp., 1961
- Emberség tanúja. 1960–61; Szépirodalmi, Bp., 1962
- Szertelen ünnep. Válogatott versek. 1922–1962; Szépirodalmi, Bp., 1963
- Emlékek a hőskorszakból; ill. Szász Endre; Magvető, Bp., 1964
- Magam nyomában. Versek. 1962–1964; Szépirodalmi, Bp., 1965
- Énekek napközben. Versek; Szépirodalmi, Bp., 1966
- Teremtő nyugtalanság; ill. Kass János; Szépirodalmi, Bp., 1968
- Emberek és állomások; Szépirodalmi, Bp., 1969
- Nagy szelekben; Szépirodalmi, Bp., 1971
- Felkavart világ; Szépirodalmi, Bp., 1972
- Végtelen menet; Szépirodalmi, Bp., 1973
- Egy Plánta énekei és más versek; Szépirodalmi, Bp., 1974
- Egy költészet története; utószó Sikó Zsuzsa; Szépirodalmi, Bp., 1975
- Tarts még, ragyogás. Válogatott versek; vál. Antal Gábor; Magvető–Szépirodalmi, Bp., 1978
- Élet jóízei. Válogatott versek; vál., szöveggond. Antal Gábor; Szépirodalmi, Bp., 1985

## Külső hivatkozások
- MÉL
- Fodor József művei a Magyar Elektronikus Könyvtárban. (Hozzáférés: 2010. augusztus 25.)
- Fodor József a PORT.hu-n (magyarul)